# Kepler-76b
Kepler-76b es un planetas extrasolares que orbita la estrella Kepler-76, el único detectado hasta la fecha en esta estrella. Fue descubierto por el método de tránsito astronómico en el año 2013.
Este planeta fue descubierto en una curva de luz del Kepler utilizando el algoritmo BEER (efecto radiante de elipsoidal y modulaciones de reflexión en inglés). Las observaciones de seguimiento utilizando espectros de TRES y SOPHIE confirmaron la naturaleza planetaria del objeto. El planeta tiene el apodo de "El planeta de Einstein", ya que el método de confirmación hace uso de la relatividad especial.